# Bergenia pacumbis
Bergenia pacumbis (Paashaanbhed, Prashanbheda i altres grafies en la medicina tradicional de l'Índia, Ayurveda) és una planta que pertany a la família de les Saxifragàcies. La planta es troba sobretot a l'Himàlaia en zones temperades de Caixmir a Bhutan i en turons de Khasia a l'altura 1500 metres.

## Propietats
B. pacumbis conté Bergenin compost fenòlic, i afzelequina, un tipus de flavan-3-ol y bergenin.

## Farmacologia
L'extracte alcohòlic de la planta ha exhibit importants propietats antiinflamatòries, analgèsiques i diürètiques. La fracció purificada de la droga ha mostrat una potent activitat antibacteriana. Purified fraction of the drug has shown potent antibacterial activity. Bergenia ligulata és una planta àmpliament utilitzada al sud d'Àsia, principalment l'Índia i Pakistan, com a medicina tradicional per al tractament de la litiasi o càlculs renals. Les dades indiquen que l'activitat antiurolítica a  Bergenia ligulata , intervinguda possiblement a través de l'CaC₂O₄ amb la inhibició de cristalls, amb efectes diürètics, hipermagnesemics i antioxidants, racionalitza el seu ús medicinal per al tractament de càlculs renals. La inhibició màxima del creixement dels cristalls de monohidrat d'oxalat de calci, un mineral que apareix en la majoria dels càlculs renals, es va observar principalment amb extractes aquosos de  Bergenia ligulata  seguit de Tribulus terrestris, en un estudi de laboratori.

## Taxonomia
Bergenia pacumbis va ser descrita per (Buch.-Ham. ex D.Don) C.Y.Wu i J.T.Pan i publicat a Acta Phytotaxonomica Sinica 26(2): 126. 1988.
Sinonímia
- Bergenia ciliata f. ligulata (Wall.) Yeo
- Bergenia himalaica Boriss.
- Bergenia ligulata Engl.
- Saxifraga ligulata Wall.
- Saxifraga ligulata var. densiflora Ser.
- Saxifraga ligulata var. minor Wall. ex Ser.
- Saxifraga pacumbis Buch.-Ham. ex D. Don[9]